# Rok Życia Konsekrowanego
Rok Życia Konsekrowanego – okres w Kościele katolickim, który rozpoczął się  30 listopada 2014 roku, a zakończył 2 lutego 2016. Rok Życia Konsekrowanego zbiegał się z 50. rocznicą opublikowania soborowego dekretu o przystosowanej odnowie życia zakonnego, „Perfectae caritatis” i miał służyć dziękczynieniu za ten dokument Kościoła.